# Digitaal cultureel erfgoed
Digitaal cultureel erfgoed is cultureel erfgoed in digitale vorm. Het kan gaan om gedigitaliseerd cultureel erfgoed en om cultureel erfgoed wat van nature digitaal is zoals digitale film, fotografie, documenten en programmatuur. Deze vorm van digitaal cultureel erfgoed wordt ook wel digital born genoemd. 
In het teken van digitalisering worden er verschillende collecties gedigitaliseerd. Voorbeelden van digitaal cultureel erfgoed zijn Geheugen van Nederland en Wiki loves art.